# Bob Cochran
Robert Bruce Cochran detto Bob o Bobby (Claremont, 11 dicembre 1951) è un ex sciatore alpino statunitense.

## Biografia
Bob Cochran proviene da una famiglia originaria di Richmond di grandi tradizioni nello sci alpino: il padre Mickey, dopo aver allenato personalmente i quattro figli che sarebbero entrati nella nazionale statunitense - oltre a Bob, Barbara, Lindy e Marilyn -, nel 1974 sarebbe divenuto allenatore della stessa squadra nazionale. Anche la generazione successiva avrebbe fornito diversi elementi alla nazionale statunitense, come il figlio di Bob, Jimmy, e quelli dei suoi fratelli Roger Brown, Jessica Kelley, Tim Kelley, Robby Kelley e Ryan Cochran-Siegle.

### Carriera sciistica
Sciatore polivalente, Cochran entrò nella nazionale statunitense appena sedicenne, nel 1968; in Coppa del Mondo debuttò il 15 marzo di quell'anno ad Aspen in discesa libera (60º) e ottenne il primo piazzamento a punti il 4 gennaio 1970 a Bad Hindelang in slalom speciale (10º). Ai successivi Mondiali di Val Gardena 1970, sua prima presenza iridata, si classificò 26º nella discesa libera; il 23 gennaio 1972 conquistò il primo podio in Coppa del Mondo, a Wengen in slalom speciale (3ª), e ai successivi XI Giochi olimpici invernali di Sapporo 1972, sua unica partecipazione olimpica, si classificò 8º nella discesa libera, 17º nello slalom gigante e non concluse lo slalom speciale.
Il 27-28 gennaio 1973 ottenne il risultato più prestigioso della sua carriera, la vittoria nella combinata dell'Hahnenkamm sulle piste Streif e Ganslern di Kitzbühel: fu il primo atleta non europeo a imporsi in tale classica della sci alpino. In Coppa del Mondo colse la sua unica vittoria, nonché ultimo podio, il 24 marzo dello stesso anno nello slalom gigante di Heavenly Valley, l'ultimo piazzamento il 26 gennaio 1974 a Kitzbühel in discesa libera (10º) e prese per l'ultima volta il via il giorno successivo nella medesima località in slalom speciale, senza completare la gara; nel febbraio seguente ai Mondiali di Sankt Moritz 1974, suo congedo agonistico, si classificò 14º nella discesa libera e non completò lo slalom gigante e lo slalom speciale.

### Altre attività
Dopo il ritiro prese parte ai circuiti universitario (NCAA) e professionistico (Pro Tour) nordamericani e in seguito divenne medico.

## Palmarès

### Coppa del Mondo
- Miglior piazzamento in classifica generale: 8º nel 1973
- 4 podi:
  - 1 vittoria
  - 1 secondo posto
  - 2 terzi posti

#### Coppa del Mondo - vittorie
| Data          | Località        | Paese       | Specialità |
| ------------- | --------------- | ----------- | ---------- |
| 24 marzo 1973 | Heavenly Valley | Stati Uniti | GS         |

Legenda:

GS = slalom gigante

### Can-Am Cup
- 3 vittorie[1]

#### Can-Am Cup - vittorie
| Stagione | Località | Paese | Specialità |
| -------- | -------- | ----- | ---------- |
| 1971     | ?        | ?     | DH         |
| 1971     | ?        | ?     | DH         |
| 1971     | ?        | ?     | DH         |

Legenda:

DH = discesa libera

### Campionati statunitensi
- 9 ori[1] (slalom speciale[senza fonte] nel 1969; slalom speciale[senza fonte] nel 1970; discesa libera[7], slalom gigante, slalom speciale[senza fonte], combinata[8] nel 1971; combinata[senza fonte] nel 1972; discesa libera[senza fonte] nel 1973; slalom speciale[senza fonte] nel 1974)
- almeno 1 argento (discesa libera[9] nel 1970)

## Riconoscimenti
- U.S. Ski and Snowboard Hall of Fame (2010)[1]